# マユゲエイ
マユゲエイ（Paratrygon aiereba）は、ポタモトリゴン科に分類される淡水エイの一種。
南アメリカのアマゾン川、オリノコ川流域に分布する。

## 形態
目は小さく、体盤は平たい円形で、吻がわずかに凹んでいる。背面は薄い茶色で、暗色の網目模様がある。体盤幅は1.6メートル、体重は110キログラムに達し、ポタモトリゴン科の中でも大型の種である。はるかに大きな個体の報告もあるが、信憑性は低い。体盤幅が1.3メートルを超えることは稀である。雄は体盤幅が60センチメートル、雌は72センチメートルで性成熟する。

## 生態
成魚は川の深い場所に生息するが、夜間には餌を求めて浅瀬に移動する。主に魚を捕食し、昆虫や甲殻類などの無脊椎動物も狙う。生息地では頂点捕食者である。妊娠期間は9か月で、体盤幅が16センチメートルの仔エイを平均2匹産む。稚魚は浅い砂地や小川で見られる。

## 飼育
ペルーとブラジルから輸入されるが、ブラジル産の方が模様に丸みを帯び、ブラジル産の種は「マンザナ・レイ」と呼ばれている。ペルー産の「チーナ」という種とは、模様の有無で区別できる。